# Перекладанець
Переклада́нець, або бутербро́дний торт — холодна закуска, різновид великого бутерброда, виготовленого з цілої хлібини. Ця страва поступається популярністю звичайним бутербродам, однак відома у багатьох країнах Європи, в тому числі притаманна українській, польській, шведській кухні. В Швеції така закуска є святковою стравою на Святий Вечір і Великдень.

## Етимологія
Питомо українська назва цієї закуски походить від дієслова «перекладати» і вказує на спосіб приготування, за якого начинка послідовно перешаровується кількома скибками хліба. Вона одночасно змальовує й дві типові риси перекладанця — багатошаровість і закритість — на відміну від відкритих одношарових бутербродів (на кшталт канапок, грінок), які традиційно називають накладанцями, тому що в них начинка вільно лежить зверху нічим не прикрита.
Друга назва, бутербродний торт, була запозичена у XX столітті. Її поширенню сприяли певні викривлення радянської ідеології, завдяки яким у громадян СРСР склалося запопадливе відношення до усього чужоземного, в тому числі й прихована мода на іноземні страви з незвичними назвами. Поява нової назви деякою мірою була виправдана, оскільки в цей час окрім багатошарових перекладанців стали відомі також і начинені великі бутерброди, формою схожі на солодкі рулети.

## Складники
Перекладанець обов'язково включає три складові: 1) основу, за яку беруть хліб; 2) будь-яку начинку за смаком; 3) речовину, що одночасно трохи розріджує начинку і зв'язує її з хлібом, тобто соус чи пасту.
Хліб для перекладанця може бути різного ґатунку — білий, сірий, чорний — однак обов'язково не крихкий. Для цього свіжоспечену хлібину витримують до доби, щоб її було зручніше різати. Традиційно хлібна основа перекладанця не є солодкою.
Начинки для бутербродних тортів виготовляють з найрізноманітніших продуктів, нерідко поєднуючи в одному виробі по кілька їхніх видів. Однак найчастіше в перекладанець кладуть м'ясні чи рибні продукти і сир разом із маринованими овочами. З м'ясних продуктів поширені ковбаса з нещільною текстурою (ліверна, варена, напівкопчена), шинка, куряче філе, м'ясний або печінковий паштети, варений язик; з рибних — копчені, солені, мариновані або консервовані оселедці, шпроти, анчоуси, лосось, раки, креветки; з овочів — солоні або мариновані гриби чи огірки, варена морква, рідше свіжі огірки та помідори. Оскільки готовий виріб має значну товщину, то для кращого злипання шарів надають перевагу домашньому, плавленому або молодим різновидам твердого сиру.
Нарівні з сиром і часто в поєднанні з ним використовують вершкове масло. Взагалі бутербродному торту притаманне використання паст на основі вершкового масла, перш за все оселедцевої. Іншим зв'язуючи складником виступає майонез, сирі жовтки, густі соуси на масляній, сирній, яєчній основі.
З інших продуктів дещо рідше використовують варені яйця, зелень петрушки і цибулі, кав'яр. Як гостру приправу іноді застосовують гірчицю.

## Приготування

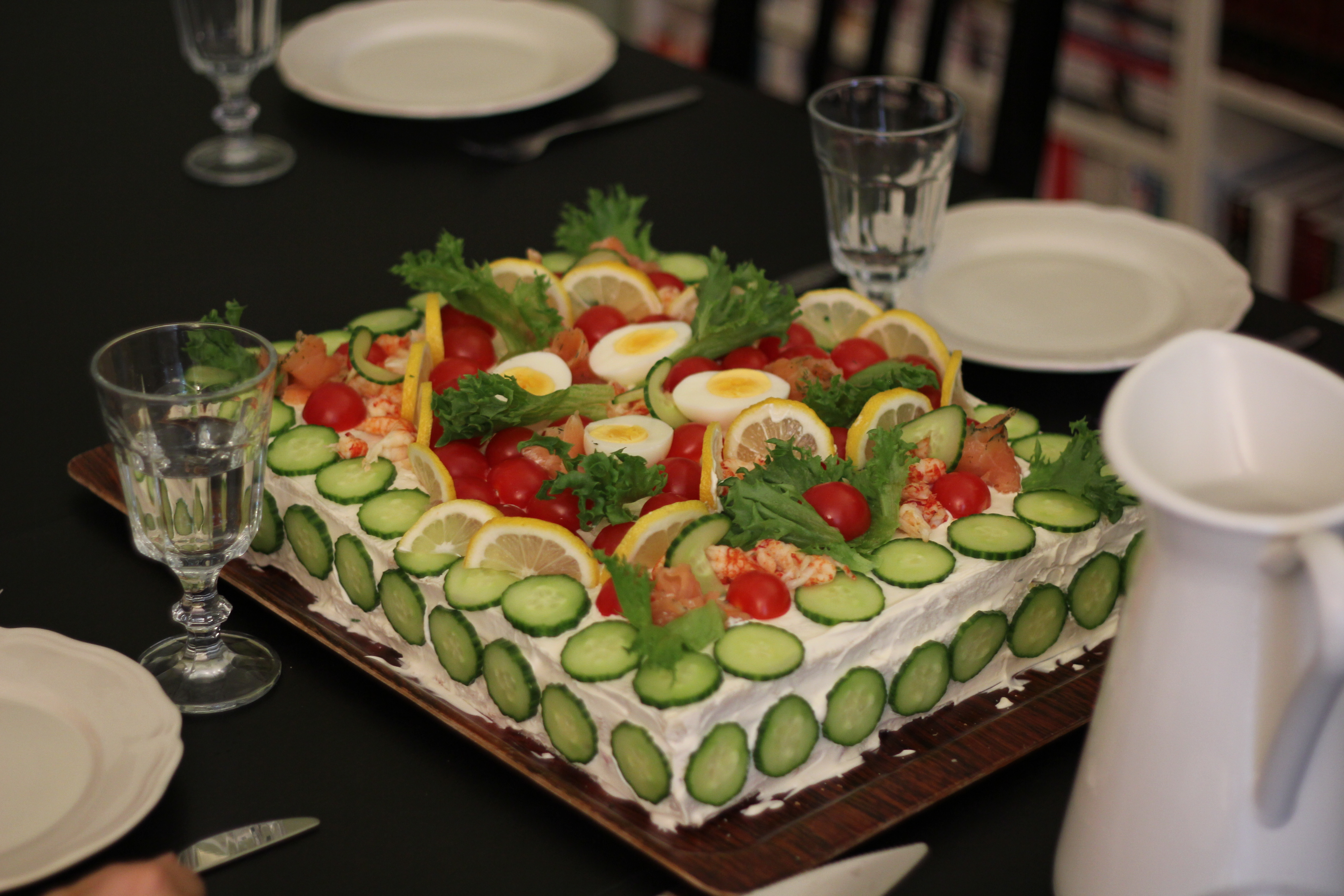
Перекладанець, оздоблений літніми овочами.

Принцип приготування перекладанця нічим не відрізняється від приготування багатошарових бутербродів хіба що з урахуванням великого розміру готового виробу. Існують два способи формування цієї закуски. За першим хлібину круглої форми розрізають горизонтально на великі скибки, змащують їх маслом, соусом, гірчицею і викладають начинку. При цьому зелень подрібнюють, сир натирають, яйця, овочі, гриби, паштети, ковбаси, велику рибу нарізають тонкими скибочками, дрібну рибу викладають цілою без голови і потрухів. Завершивши формування нижнього шару усі дії повторюють, а зверху накривають торт зрізаною хлібною скоринкою («горбушкою»). За другим способом хлібину довгастої форми (так званий батон) надрізають з одного кінця і через отвір виймають руками хлібний м'якуш, начинку рівномірно подрібнюють, поєднують з соусом і заповнюють нею цю порожнину.
Сформований виріб злегка притискають, щоб начинка міцно зчепилася з основою, і залишають в холодному місці на кілька годин. При охолодженні соуси густішають, вершкове масло та паста тверднуть і утворюють однорідні прошарки. Втім, за браком часу цю процедуру можна пропустити.

## Подача

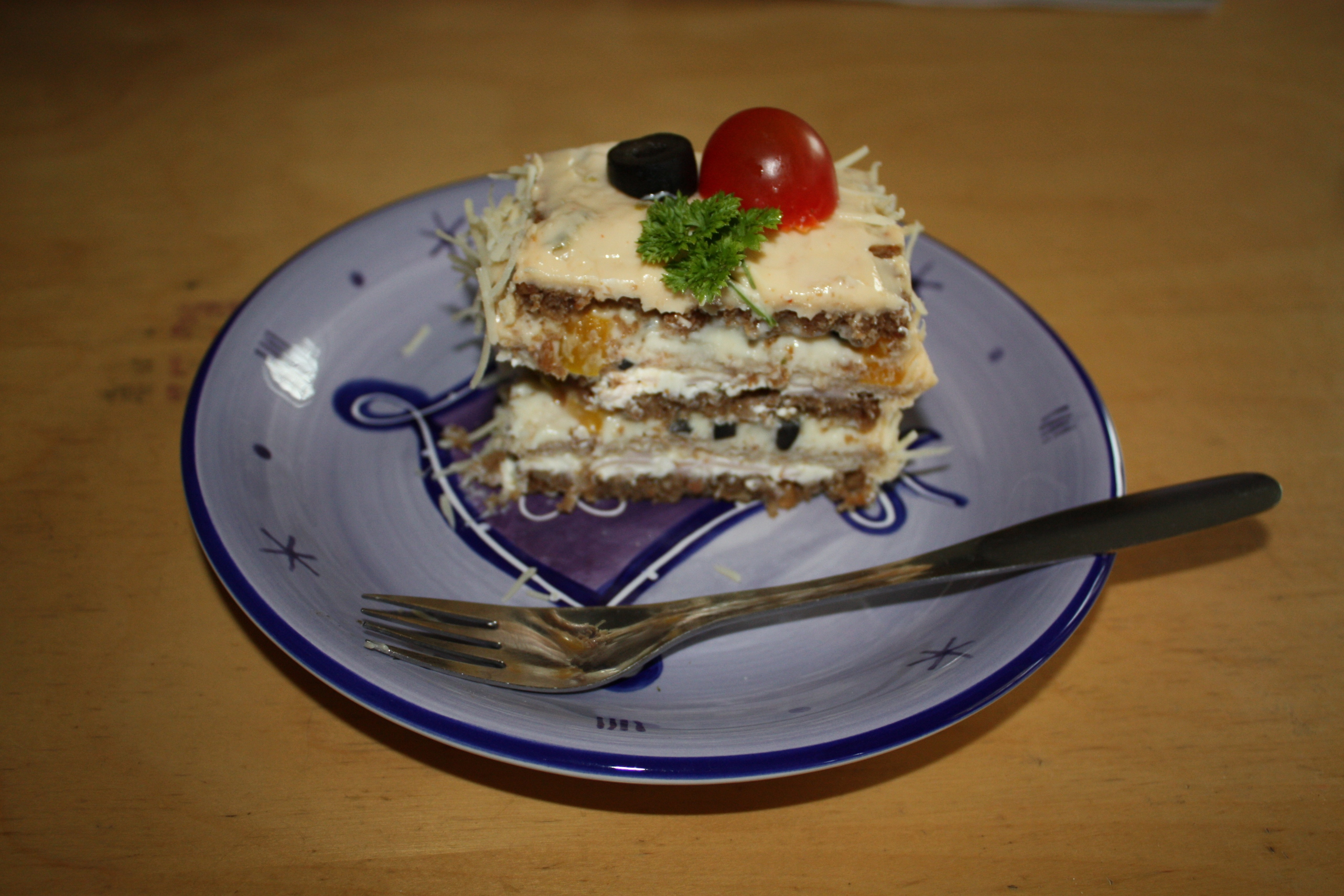
Порційний шматок бутербродного торта.

Бутербродний торт може бути прикрашеним або ні. Якщо перекладанець прикрашають, то не викладають зверху горбушку, а натомість оздоблюють пласку поверхню візерунками з майонезу, шматочками м'ясного чи рибного желе (холодцю), скибками овочів, зеленню, купками кав'яру. Якщо хлібина великого розміру, то в неї можна обрізати краї, надавши бутербродному торту прямокутної форми. Готовий виріб виносять цілим на тортівниці, нарізають у присутності гостей: круглий і прямокутний перекладанець трикутними чи квадратними шматками як торт, а довгастий — упоперек як рулет. Порційні шматки перекладають на пиріжкову тарілку. В залежності від складу продуктів і оздоблення готового виробу його споживають або тримаючи в руках, як звичайний бутерброд (якщо неоздоблений, а шари досить сухі), або за допомогою виделки подібно до солодких тортів (якщо зверху вкритий намазкою і має в'язкішу начинку).
Найчастіше перекладанці подають як основну закуску до чаю, кави, рідше вони можуть передувати тривалішій трапезі з переміною страв. Оскільки бутербродні торти легко готувати із напівфабрикатів, вони слугують не тільки прикрасою святкового столу, але можуть бути приготовані нашвидкуруч при несподіваних відвідинах. Таким чином подача цієї закуски не приурочена до певного часу доби, перекладанець можна споживати як на сніданок чи обід, так і на вечерю.